# Ty Alexander Lindeman
Ty Alexander Lindeman (* 15. August 1997 in St. Albert, Alberta) ist ein kanadischer Badmintonspieler.

## Karriere
Lindeman vertrat 2015 die Provinz Alberta bei den Canada Games. Mit Takeisha Wang erspielte er die Bronzemedaille, während er mit dem Provinzteam Zweiter wurde. Bei der Junioren-Badmintonpanamerikameisterschaft in Tijuana kam Lindeman im Herreneinzel auf den dritten Platz und wurde im Herrendoppel und Mixed Vizemeister. Zwei Jahre später erreichte er bei der Kanadischen Meisterschaft an der Seite von Josephine Wu das Endspiel und kam auch bei der Panamerikameisterschaft mit Austin Bauer ins Finale. 2018 triumphierte Lindeman mit Wu bei der Panamerikameisterschaft in Havana. Außerdem gewann er mit der kanadischen Nationalmannschaft die Goldmedaille, wodurch er sich für den Thomas Cup, die Weltmeisterschaft der Herrenmannschaften, qualifizierte. Im gleichen Jahr trat Lindeman bei den Commonwealth Games an und kam bei den nationalen Titelkämpfen zwei Mal auf den zweiten Platz. 2019 wurde er mit Rachel Honderich Zweiter bei der Kanadischen Meisterschaft, 2020 erreichte er mit Jonathan Lai das Endspiel. Im folgenden Jahr siegte Lindeman erstmals bei einem Wettkampf der Badminton World Federation, als er bei den Guatemala International mit Kevin Lee im Herrendoppel und mit Wu im Mixed erfolgreich war. 2022 triumphierte er mit dem kanadischen Nationalteam erneut bei den Mannschaftspanamerikameisterschaften und wurde auch mit Wu im Gemischten Doppel Panamerikameister.

## Sportliche Erfolge
| Jahr | Veranstaltung                         | Platz | Disziplin    | Spielpartner     |
| ---- | ------------------------------------- | ----- | ------------ | ---------------- |
| 2015 | Canada Games 2015                     | 3.    | Mixed        | Takeisha Wang    |
| 2015 | Canada Games 2015                     | 2.    | Mannschaft   | Alberta          |
| 2015 | Junioren-Panamerikameisterschaft 2015 | 2.    | Herrendoppel | Austin Bauer     |
| 2015 | Junioren-Panamerikameisterschaft 2015 | 2.    | Mixed        | Takeisha Wang    |
| 2015 | Junioren-Panamerikameisterschaft 2015 | 3.    | Herreneinzel |                  |
| 2017 | Kanadische Meisterschaft 2017         | 2.    | Mixed        | Josephine Wu     |
| 2017 | Panamerikameisterschaft 2017          | 2.    | Herrendoppel | Austin Bauer     |
| 2018 | Panamerikameisterschaft 2018          | 1.    | Mixed        | Josephine Wu     |
| 2018 | Panamerikameisterschaft 2018          | 1.    | Mannschaft   | Kanada           |
| 2018 | Kanadische Meisterschaft 2018         | 2.    | Herrendoppel | Austin Bauer     |
| 2018 | Kanadische Meisterschaft 2018         | 2.    | Mixed        | Josephine Wu     |
| 2019 | Kanadische Meisterschaft 2019         | 2.    | Mixed        | Rachel Honderich |
| 2020 | Kanadische Meisterschaft 2020         | 2.    | Herrendoppel | Jonathan Lai     |
| 2021 | Guatemala International 2021          | 1.    | Herrendoppel | Kevin Lee        |
| 2021 | Guatemala International 2021          | 1.    | Mixed        | Josephine Wu     |
| 2022 | Panamerikameisterschaft 2022          | 1.    | Mannschaft   | Kanada           |
| 2022 | Panamerikameisterschaft 2022          | 1.    | Mixed        | Josephine Wu     |
| 2022 | Panamerikameisterschaft 2022          | 3.    | Herrendoppel | Kevin Lee        |
| 2022 | Kanadische Meisterschaft 2022         | 1.    | Mixed        | Josephine Wu     |
| 2022 | Kanadische Meisterschaft 2022         | 1.    | Herrendoppel | Kevin Lee        |